# 愛知県第1区
愛知県第1区（あいちけんだい1く）は、日本の衆議院における選挙区。1994年（平成6年）の公職選挙法改正で設置。

## 区域
1994年（平成6年）公職選挙法改正以降の区域は以下のとおりである。
- 名古屋市
  - 東区
  - 北区
  - 西区
  - 中区

## 歴史
名古屋市は中選挙区制の末期頃から野党の勢力が伸長しており、1996年の第41回衆議院議員総選挙では「新進王国」と呼ばれるほどの強さを誇った。新進党解党後は多くの議員が民主党入りしたこともあり、一時期は全国屈指の「民主王国」と呼ばれた地域だった。2023年2月1日現在の人口は2,323,796人。
名古屋市の中でも特に1区は新進、民主と渡り歩いてきた河村たかしが全国的な知名度から過去の選挙では党勢に関係なく無類の強さを誇っていた。
河村は2009年3月25日、名古屋市長選挙（同年4月26日投開票）へ立候補することを正式表明する。4月7日、河村の議員辞職願が衆議院本会議で受理されたことにより、1区は同年4月から7月21日の衆議院解散時まで欠員状態となった。
2009年8月の第45回衆議院議員総選挙では、河村の元秘書で選挙区内を地盤とする元愛知県議の佐藤夕子が初当選した。その後、佐藤は民主党を離党、河村が代表を務める減税日本へ移籍した。
2012年12月の第46回衆議院議員総選挙では、自民党新人の熊田裕通が、減税日本所属国会議員が合流した日本未来の党所属となった佐藤と、前回は比例東海ブロック単独で当選した吉田統彦の二人の現職候補者を破り初当選した。これにより、当選挙区導入後河村は佐藤と合わせて守り続けてきた議席を手放すこととなった。
2014年12月の第47回衆議院議員総選挙では、民主党吉田統彦が現職である自民党熊田裕通に挑むも敗れた。減税日本の広沢一郎は支持が広がらなかった。
2017年10月の第48回衆議院議員総選挙では、吉田と佐藤がそれぞれ立憲民主党と希望の党へ鞍替えして熊田に臨むも熊田が制した。吉田は比例で復活当選を果たしたが、佐藤は落選に終わった。
2021年10月の第49回衆議院議員総選挙では熊田が吉田に2,400差まで迫られるも4選、吉田は再び比例で復活当選した。
2024年10月の第50回衆議院議員総選挙では名古屋市長を退職（自動失職）し、当時諸派だった日本保守党から立候補した河村が熊田・吉田双方の比例復活を許さず圧勝し、通算6選を果たした。また、日本保守党は小選挙区での候補を愛知県のみに絞った結果、河村以外に比例東海ブロックの竹上裕子と比例近畿ブロックの島田洋一が当選し、比例代表での得票率が2%を超えた事で国政政党として出発する運びとなった。熊田・吉田双方ともに引き続き愛知1区で政治活動を続ける意思があるため、熊田は生まれ育った西区庄内地域から近い北名古屋市も区域に入っているが公明党に配慮していて自民党支部長が不在の16区に移らず、吉田も経営している眼科が北区味鋺に隣接している春日井市を区域に含み立憲、国民の両党支部長が不在の6区に移らないとされる。

## 小選挙区選出議員
| 選挙名                 | 年     | 当選者     | 党派       |
| ---------------------- | ------ | ---------- | ---------- |
| 第41回衆議院議員総選挙 | 1996年 | 河村たかし | 新進党     |
| 第42回衆議院議員総選挙 | 2000年 | 河村たかし | 民主党     |
| 第43回衆議院議員総選挙 | 2003年 | 河村たかし | 民主党     |
| 第44回衆議院議員総選挙 | 2005年 | 河村たかし | 民主党     |
| 第45回衆議院議員総選挙 | 2009年 | 佐藤夕子   | 民主党     |
| 第46回衆議院議員総選挙 | 2012年 | 熊田裕通   | 自由民主党 |
| 第47回衆議院議員総選挙 | 2014年 | 熊田裕通   | 自由民主党 |
| 第48回衆議院議員総選挙 | 2017年 | 熊田裕通   | 自由民主党 |
| 第49回衆議院議員総選挙 | 2021年 | 熊田裕通   | 自由民主党 |
| 第50回衆議院議員総選挙 | 2024年 | 河村たかし | 日本保守党 |

## 選挙結果
時の内閣：第1次石破内閣 解散日：2024年10月9日 公示日：2024年10月15日
当日有権者数：40万9375人 最終投票率：50.81%（前回比： 1.32%） （全国投票率：53.85%（2.08%））
| 当落 | 候補者名   | 年齢 | 所属党派     | 新旧 | 得票数   | 得票率 | 惜敗率 | 推薦・支持   | 重複 |
| ---- | ---------- | ---- | ------------ | ---- | -------- | ------ | ------ | ------------ | ---- |
| 当   | 河村たかし | 75   | 日本保守党   | 元   | 95,613票 | 46.62% | ――     | 減税日本推薦 |      |
|      | 吉田統彦   | 49   | 立憲民主党   | 前   | 48,304票 | 23.55% | 50.52% |              | ◯    |
|      | 熊田裕通   | 60   | 自由民主党   | 前   | 43,381票 | 21.15% | 45.37% | 公明党推薦   | ◯    |
|      | 山本耕一   | 47   | 日本維新の会 | 新   | 17,810票 | 8.68%  | 18.63% |              | ◯    |

時の内閣：第1次岸田内閣 解散日：2021年10月14日 公示日：2021年10月19日
当日有権者数：40万338人 最終投票率：49.49%（前回比：2.04%） （全国投票率：55.93%（2.25%））
| 当落 | 候補者名 | 年齢 | 所属党派                             | 新旧 | 得票数   | 得票率 | 惜敗率 | 推薦・支持 | 重複 |
| ---- | -------- | ---- | ------------------------------------ | ---- | -------- | ------ | ------ | ---------- | ---- |
| 当   | 熊田裕通 | 57   | 自由民主党                           | 前   | 94,107票 | 48.81% | ――     | 公明党推薦 | ◯    |
| 比当 | 吉田統彦 | 46   | 立憲民主党                           | 前   | 91,707票 | 47.57% | 97.45% |            | ◯    |
|      | 門田節代 | 54   | NHKと裁判してる党 弁護士法72条違反で | 新   | 6,988票  | 3.62%  | 7.43%  |            |      |

- 門田は第25回参議院議員通常選挙・第26回参議院議員通常選挙に三重県選挙区から立候補したが落選。

出典:
時の内閣：第3次安倍第3次改造内閣 解散日：2017年9月28日 公示日：2017年10月10日
当日有権者数：38万8992人 最終投票率：47.45%（前回比：0.24%） （全国投票率：53.68%（1.02%））
| 当落 | 候補者名 | 年齢 | 所属党派   | 新旧 | 得票数   | 得票率 | 惜敗率 | 推薦・支持   | 重複 |
| ---- | -------- | ---- | ---------- | ---- | -------- | ------ | ------ | ------------ | ---- |
| 当   | 熊田裕通 | 53   | 自由民主党 | 前   | 74,298票 | 41.11% | ――     | 公明党推薦   | ○    |
| 比当 | 吉田統彦 | 42   | 立憲民主党 | 元   | 57,780票 | 31.97% | 77.77% |              | ○    |
|      | 佐藤夕子 | 54   | 希望の党   | 元   | 48,633票 | 26.91% | 65.46% | 減税日本推薦 | ○    |

- 佐藤は2019年名古屋市議会議員選挙（東区選挙区）に立候補し当選。

時の内閣：第2次安倍改造内閣 解散日：2014年11月21日 公示日：2014年12月2日
当日有権者数：37万7177人 最終投票率：47.21%（前回比：5.59%） （全国投票率：52.66%（6.66%））
| 当落 | 候補者名     | 年齢 | 所属党派   | 新旧 | 得票数   | 得票率 | 惜敗率 | 推薦・支持           | 重複 |
| ---- | ------------ | ---- | ---------- | ---- | -------- | ------ | ------ | -------------------- | ---- |
| 当   | 熊田裕通     | 50   | 自由民主党 | 前   | 73,003票 | 42.39% | ――     | 公明党・新党改革推薦 | ○    |
|      | 吉田統彦     | 40   | 民主党     | 元   | 49,230票 | 28.59% | 67.44% |                      | ○    |
|      | 大野宙光     | 51   | 日本共産党 | 新   | 20,143票 | 11.70% | 27.59% |                      | ○    |
|      | 広沢一郎     | 50   | 減税日本   | 新   | 18,343票 | 10.65% | 25.13% |                      |      |
|      | 身玉山宗三郎 | 41   | 次世代の党 | 新   | 6,422票  | 3.73%  | 8.80%  |                      | ○    |
|      | 平山良平     | 66   | 社会民主党 | 新   | 5,076票  | 2.95%  | 6.95%  |                      |      |

- 身玉山は2013年の第23回参議院議員通常選挙に政治団体「みたまやま政策研究会」で愛知県選挙区から立候補したが落選。
- 広沢は第26回参議院議員通常選挙に愛知県選挙区から立候補したが落選（日本維新の会との共同公認）。2024年名古屋市長選挙に立候補し当選。
- 平山は第25回参議院議員通常選挙に愛知県選挙区から立候補したが落選。

時の内閣：野田第3次改造内閣 解散日：2012年11月16日 公示日：2012年12月4日
当日有権者数：37万3297人 最終投票率：52.69%（前回比：9.31%） （全国投票率：59.32%（9.96%））
| 当落 | 候補者名 | 年齢 | 所属党派     | 新旧 | 得票数   | 得票率 | 惜敗率 | 推薦・支持   | 重複 |
| ---- | -------- | ---- | ------------ | ---- | -------- | ------ | ------ | ------------ | ---- |
| 当   | 熊田裕通 | 48   | 自由民主党   | 新   | 77,215票 | 40.73% | ――     | 公明党推薦   | ○    |
|      | 佐藤夕子 | 49   | 日本未来の党 | 前   | 60,293票 | 31.80% | 78.08% | 新党大地推薦 | ○    |
|      | 吉田統彦 | 38   | 民主党       | 前   | 36,578票 | 19.29% | 47.37% | 国民新党推薦 | ○    |
|      | 大野宙光 | 49   | 日本共産党   | 新   | 15,512票 | 8.18%  | 20.09% |              |      |

- 吉田は第45回では比例単独で当選。

時の内閣：麻生内閣 解散日：2009年7月21日 公示日：2009年8月18日
当日有権者数：36万9526人 最終投票率：62.0%（前回比：2.31%） （全国投票率：69.28%（1.77%））
| 当落 | 候補者名 | 年齢 | 所属党派   | 新旧 | 得票数    | 得票率 | 惜敗率 | 推薦・支持 | 重複 |
| ---- | -------- | ---- | ---------- | ---- | --------- | ------ | ------ | ---------- | ---- |
| 当   | 佐藤夕子 | 46   | 民主党     | 新   | 122,348票 | 54.39% | ――     |            | ○    |
|      | 篠田陽介 | 36   | 自由民主党 | 前   | 78,691票  | 34.98% | 64.32% |            | ○    |
|      | 木村恵美 | 59   | 日本共産党 | 新   | 14,485票  | 6.44%  | 11.84% |            |      |
|      | 平山良平 | 61   | 社会民主党 | 新   | 6,082票   | 2.70%  | 4.97%  |            | ○    |
|      | 河田成治 | 42   | 幸福実現党 | 新   | 3,352票   | 1.49%  | 2.74%  |            |      |

- 前職の河村は2009年4月に名古屋市長選出馬のため辞職したが、任期満了直前のため解散までは欠員とされた。

時の内閣：第2次小泉改造内閣 解散日：2005年8月8日 公示日：2005年8月30日
当日有権者数：36万7人 最終投票率：59.69%（前回比：7.69%） （全国投票率：67.51%（7.65%））
| 当落 | 候補者名   | 年齢 | 所属党派   | 新旧 | 得票数    | 得票率 | 惜敗率 | 推薦・支持 | 重複 |
| ---- | ---------- | ---- | ---------- | ---- | --------- | ------ | ------ | ---------- | ---- |
| 当   | 河村たかし | 56   | 民主党     | 前   | 105,449票 | 49.96% | ――     |            | ○    |
| 比当 | 篠田陽介   | 32   | 自由民主党 | 新   | 82,486票  | 39.08% | 78.22% |            | ○    |
|      | 木村恵美   | 55   | 日本共産党 | 新   | 15,585票  | 7.38%  | 14.78% |            |      |
|      | 小林正和   | 56   | 社会民主党 | 新   | 7,560票   | 3.58%  | 7.17%  |            | ○    |

時の内閣：第1次小泉第2次改造内閣 解散日：2003年10月10日 公示日：2003年10月28日
当日有権者数：35万5527人 最終投票率：52.00% （全国投票率：59.86%（2.63%））
| 当落 | 候補者名   | 年齢 | 所属党派   | 新旧 | 得票数   | 得票率 | 惜敗率 | 推薦・支持 | 重複 |
| ---- | ---------- | ---- | ---------- | ---- | -------- | ------ | ------ | ---------- | ---- |
| 当   | 河村たかし | 55   | 民主党     | 前   | 97,617票 | 54.20% | ――     |            | ○    |
|      | 谷田武彦   | 59   | 自由民主党 | 前   | 64,968票 | 36.07% | 66.55% |            | ○    |
|      | 木村恵美   | 53   | 日本共産党 | 新   | 17,510票 | 9.72%  | 17.94% |            |      |

- 谷田は第42回では比例単独で当選。

時の内閣：第1次森内閣 解散日：2000年6月2日 公示日：2000年6月13日 （全国投票率：62.49%（2.84%））
| 当落 | 候補者名   | 年齢 | 所属党派      | 新旧 | 得票数   | 得票率 | 惜敗率 | 推薦・支持         | 重複 |
| ---- | ---------- | ---- | ------------- | ---- | -------- | ------ | ------ | ------------------ | ---- |
| 当   | 河村たかし | 51   | 民主党        | 前   | 79,817票 | 42.08% | ――     |                    | ○    |
|      | 平田米男   | 51   | 公明党        | 前   | 53,841票 | 28.39% | 67.46% | 自由民主党・保守党 |      |
|      | 宮田正之   | 54   | 無所属        | 新   | 27,689票 | 14.60% | 34.69% |                    | ×    |
|      | 新谷由紀子 | 56   | 日本共産党    | 新   | 24,523票 | 12.93% | 30.72% |                    |      |
|      | 石川昭彦   | 29   | 自由党 (諸派) | 新   | 2,036票  | 1.07%  | 2.55%  |                    |      |
|      | 伊東マサコ | 54   | 自由連合      | 新   | 1,770票  | 0.93%  | 2.22%  |                    |      |

- 平田は前回第41回は新進党から比例単独で当選。
- 宮田は自由民主党所属の前名古屋市議だったが、党非公認で出馬。選挙後自由党へ入党。宮田、石川は第19回参議院議員通常選挙に出馬するも落選。

時の内閣：第1次橋本内閣 解散日：1996年9月27日 公示日：1996年10月8日 （全国投票率：59.65%（8.11%））
| 当落 | 候補者名   | 年齢 | 所属党派       | 新旧 | 得票数   | 得票率 | 惜敗率 | 推薦・支持 | 重複 |
| ---- | ---------- | ---- | -------------- | ---- | -------- | ------ | ------ | ---------- | ---- |
| 当   | 河村たかし | 47   | 新進党         | 前   | 66,876票 | 40.03% | ――     |            |      |
|      | 今枝敬雄   | 72   | 自由民主党     | 元   | 42,969票 | 25.72% | 64.25% |            | ○    |
|      | 佐藤泰介   | 53   | 民主党         | 前   | 33,503票 | 20.06% | 50.10% |            | ○    |
|      | 岩中美保子 | 43   | 日本共産党     | 新   | 22,209票 | 13.29% | 33.21% |            |      |
|      | 伊東マサコ | 51   | 文化フォーラム | 新   | 616票    | 0.37%  | 0.92%  |            |      |
|      | 山田浩     | 51   | 国民党         | 新   | 566票    | 0.34%  | 0.85%  |            |      |
|      | 浅野光雪   | 45   | 無所属         | 新   | 312票    | 0.19%  | 0.47%  |            | ×    |

- 佐藤はのち第18回参議院議員通常選挙で当選。